# Pont Fleur de Lotus
Le pont Fleur de Lotus (chinois simplifié : 莲花大桥 ; chinois traditionnel : 蓮花大橋 ; pinyin : Liánhuā dàqiáo; en portugais: Ponte Flor de Lótus) est un pont frontalier reliant la zone de Cotai de Macao  à l'île de Hengqin en Chine continentale. Depuis 1999, il constitue le deuxième point de passage routier entre Zhuhai, ville-préfecture de la province du Guangdong et la région administrative spéciale avec celui des Portas do cerco, littéralement « portes frontières », qui se situe au Nord de la péninsule de Macao.
Étant donné que les conducteurs chinois roulent à droite, l'échangeur pour accéder au pont est particulièrement complexe pour pouvoir orienter les véhicules sur la voie de gauche et inversement pour les véhicules venant de Macao. En effet, le sens de circulation à Macao reste à gauche, comme pour Hong Kong.
Ouvert au trafic en mars 2000, il a été fermé aux passagers entre le 17 septembre 2005 et le 1er mai 2007 car des défauts dans la structure de l'édifice douanier du côté chinois ont exigé que des travaux soient effectués. Durant cette période, seul le transport de marchandises pouvait avoir lieu.
Il existe un service de navette permettant aux piétons de traverser la frontière.